# Saz

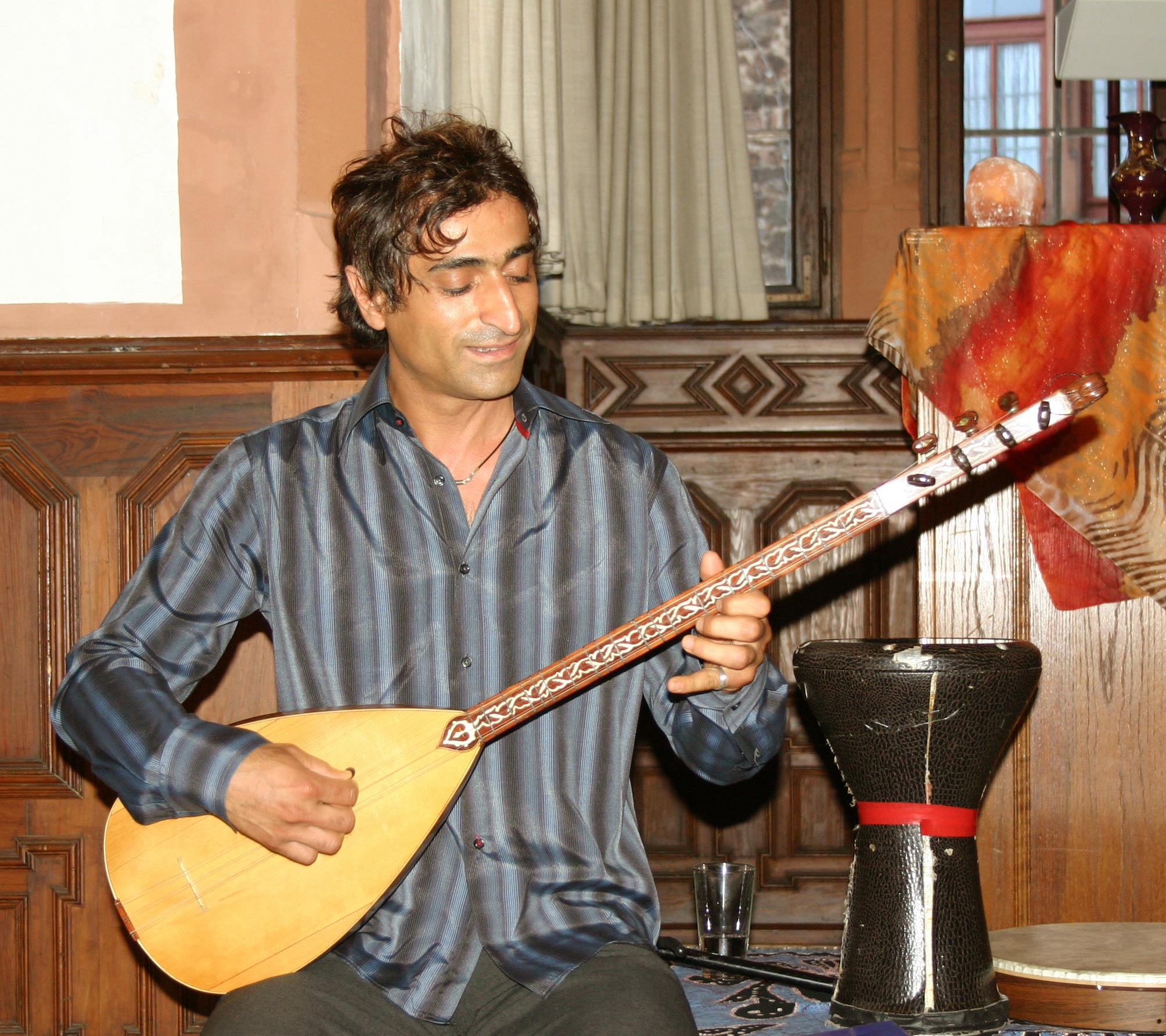
Músico tocando saz

Saz, cujo nome é persa, é uma família de instrumentos musicais de cordas turcos, semelhantes ao alaúdes, que engloba o baglama, cura ou divã. É um instrumento popular no Irã, Turquia, Armênia, Curdistão, Grécia, Cáucaso e Bálcãs.